# Carrington (film)
Pour les articles homonymes, voir Carrington (homonymie).
Pour plus de détails, voir Fiche technique et Distribution.
Carrington est un film britannique de Christopher Hampton sorti en 1995. Le scénario adapte une biographie de l'intellectuel Lytton Strachey signée par Michael Holroyd. C'est l'occasion de découvrir le cercle de Bloomsbury auquel appartenaient Virginia Woolf et John Maynard Keynes.

## Synopsis
Chez des amis, l'écrivain célibataire Lytton Strachey (Jonathan Pryce) rencontre une jeune artiste, Dora Carrington (Emma Thompson), qu'il prend à première vue pour un garçon. C'est le début de la vie commune entre un homosexuel notoire et une femme anticonformiste, liés par une étrange passion.

## Fiche technique
- Scénario : Christopher Hampton, d'après le livre de Michael Holroyd
- Réalisation : Christopher Hampton
- Photographie : Denis Lenoir
- Montage : George Akers (en)
- Musique : Michael Nyman
- Direction artistique : Frank Walsh
- Costumes : Penny Rose
- Genre : biographique
- Durée : 121 minutes

## Distribution
- Emma Thompson : Dora Carrington
- Jonathan Pryce : Lytton Strachey
- Steven Waddington : Ralph Partridge
- Samuel West : Gerald Brenan
- Rufus Sewell : Mark Gertler
- Penelope Wilton : Lady Ottoline Morrell
- Janet McTeer : Vanessa Bell
- Peter Blythe : Phillip Morrell (en)
- Jeremy Northam : Beacus Penrose
- Alex Kingston : Frances Partridge
- Sebastian Harcombe :  Roger Senhouse (en)
- Richard Clifford : Clive Bell
- David Ryall : Mayor
- Stephen Boxer : Military Rep
- Annabel Mullion : Mary Hutchinson (en)

## Distinctions
Le film a reçu le prix spécial du jury au Festival de Cannes 1995. Pour son rôle, Jonathan Pryce obtint de son côté le prix d'interprétation masculine au même festival.